# Gustav Jansson
Gustav Jansson (sinh ngày 24 tháng 2 năm 1986) là một cầu thủ bóng đá người Thụy Điển thi đấu cho IFK Norrköping ở Allsvenskan ở vị trí thủ môn.